# André Gailhard
Pour les articles homonymes, voir Gailhard.
Scènes principales
André Gailhard est un compositeur français de musique classique né à Paris le 29 juin 1885 et mort à Ermont le 3 juillet 1966.

## Biographie
André Gailhard, de son nom complet André Charles Samson Gailhard, est le fils du directeur de l'opéra de Paris Pierre Gailhard. Il étudie au Conservatoire de Paris sous la férule de Paul Vidal, Xavier Leroux et Charles Lenepveu. Il remporte le prix de Rome en 1908. Il a dirigé le théâtre Fémina à Paris.

## Œuvres
Gailhard a composé plusieurs opéras dont Amaryllis, créé à Toulouse en 1906, Le Sortilège, créé à Paris en 1913 et La Bataille, créé à Paris en 1931. Il a également créé la musique du ballet L'Aragonaise. Il est enfin l'auteur d'un Prélude et fugue pour grand orchestre ainsi que de plusieurs lieder et musiques de film.